# Эребия Киндерманна
Эребия Киндерманна, или чернушка Киндерманна (лат. Erebia kindermanni) — дневная бабочка семейства Бархатницы. Эндемик Алтая.

## Описание
Длина переднего крыла 12—17 мм. Размах крыльев около 30 мм. Верх темно-коричневый с красно-светло-коричневыми перевязями, разделенными темными жилками. Сверху большая часть переднего крыла занята охристым дискальным полем, пересечённым тёмными жилками, к которому примыкает субмаргинальная перевязь, состоящая из охристых пятен, отделённых друг от друга тёмными жилками. На переднем крыле перевязь более или менее равномерно широкая. Ячейка красно-светло-коричневая, снаружи тёмно-коричневая. У самки все среднее поле вплоть до внешней перевязи с тёмно-коричневым опылением. На задних крыльях 3—6 более или менее четырёхугольных красно-светло-коричневых пятен в которых могут быть небольшие чёрные точки.
На нижней стороне крыльев срединное поле переднего крыла коричневое, перевязи несколько шире, чем сверху, но менее отчетливы. У самки пятна в четвёртой-пятой ячейках переднего крыла и второй-четвёртой ячейках заднего крыла окрашены чёрный цвет. Нижняя сторона крыльев окрашена аналогичной окраски, но бледнее.

## Ареал
Эребия Киндерманна обитает в Казахстане (хр. Курчумский, Нарымский, Ульбинский, Холзун, Листвяга); в России встречается локально: на Чулышманском плато, в окрестностях озера Джулукуль (Алтайский заповедник) и на Катунском хребте (Катунский заповедник). Ареалом вида также являются северо-западная Монголия  (Монгольский Алтай в пределах Баян-Ульгийского и Кобдинского аймаков), северную часть Синьзян-Уйгурского автономного района Китайской Народной Республики.

## Местообитания
Альпийские луга и сублуга, тундры, в горах поднимается на высоты до 2200—2600 метров над уровнем моря.

## Время лёта
Лет бабочек с конца июня до конца августа. Дополнительное питание имаго отмечено на Tripleurospermum ambiguum, крестовнике Турчанинова (Senecio turczhaninovi) и змеевике (Polygonum bistorta).

## Размножение
Преимагинальные стадии неизвестны. Кормовые растения гусениц также неизвестны, вероятно это злаки или осоки, скорее всего, без приуроченности к определённому их виду.

## Численность
Вид встречается нечасто, но локальные популяции вполне можно назвать многочисленными.

## Замечания по охране
Эребия Киндерманна занесена в Красную книгу России (I категория — исчезающий вид).
Специальные меры охраны не разработаны. Охраняется в Алтайском и Катунском заповедниках.